# William Johnstone (1er marquis d'Annandale)
William Johnstone, 2e comte d'Annandale et Hartfell, 1er marquis d'Annandale (17 février 1664 - 14 janvier 1721) est un noble écossais.

## Biographie
Il est le fils de James Johnstone, 1er comte d'Annandale et Hartfell et Henrietta Douglas. Il devient comte d'Annandale et de Hartfell à la mort de son père en 1672.
Il est un ami de James Scott (1er duc de Monmouth) et soutient théoriquement la Révolution, mais il a rejoint le "Club" des mécontents jacobites et est emprisonné à la suite du complot de Montgomery. Il est rétabli pour favoriser des aveux et est créé en 1693, lord extraordinaire de la session et Lord du trésor. Il reçoit une pension pour services liés à l'enquête Glencoe.
Il est créé marquis d'Annandale en 1701, Lord haut commissaire à l'Assemblée générale de l'Église d'Écosse en 1701 et 1711, gardien du sceau privé de l'Écosse en 1702 et président du Conseil privé de l'Écosse de 1692 à 1695, de 1702 à 1704 et de 1705 à 1706. Il est nommé Chevalier du Chardon en 1704 et Secrétaire d'État adjoint de mars à septembre 1705.
Il s’oppose à l’Union de 1707, mais sert plus tard comme pair représentatif de 1709 à 1713. Il est gardien du grand sceau D’Écosse de 1714 à 1716.
William se marie deux fois: le 1er janvier 1682, avec Sophia Fairholme, fille de John Fairholme de Craigiehall, et a :
1. Henrietta Johnstone (11 novembre 1682 - 25 novembre 1750) mariée le 31 août 1699 à Charles Hope (1er comte de Hopetoun)
2. Mary Johnstone (15 juin 1686 - mort enfant)
3. James Johnstone (2e marquis d'Annandale) (1687-21 février 1730) décédé célibataire
4. John Johnstone né en 1688 et décédé jeune
5. William Johnstone (1696 - 24 décembre 1721)

Le 2 novembre 1718, il se remarie avec Charlotte Van Lore Bempde, fille de John Vanden Bempde de Hackness. Il a :
1. George Johnstone, 3e marquis d'Annandale (29 mai 1720 - 29 avril 1792) décédé célibataire. Le titre s'éteint avec lui.
2. John Johnstone (8 juin 1721 - octobre 1742) épouse Mary Beddoe de Ludlow